# Mary Gordon (scrittrice)
Mary Catherine Gordon (New York, 8 dicembre 1949) è una scrittrice statunitense.

## Biografia
Nata nel 1949 a Far Rockaway dallo scrittore David Gordon e dalla segretaria Anna Gagliano Gordon, ha conseguito un B.A. al Barnard College nel 1971 e un M.A. due anni dopo all'Università di Syracuse.
Ha esordito nella narrativa nel 1978 con Pagamento finale con il quale ha ottenuto il Premio Janet Heidinger Kafka, riconoscimento che si è aggiudicata anche con la seconda opera, Compagnia di donne.
Nel corso della sua carriera ha pubblicato altri 7 romanzi, alcuni saggi e biografie e numerosi racconti, genere nel quale si è distinta con tre segnalazione al Premio O. Henry.
Professoressa d'inglese e scrittura presso il Barnard College, è sposata con lo scrittore Arthur Cash con il quale ha due figli.

## Opere

### Romanzi
- Pagamento finale (Final Payments, 1978), Milano, Mondadori, 1979 traduzione di Flora Dreher
- Compagnia di donne (The Company of Women, 1981), Milano, Mondadori, 1982 traduzione di Marisa Caramella
- Men and Angels (1985)
- The Other Side (1989)
- Spending (1998)
- Pearl (2005)
- The Love of My Youth (2011)
- There Your Heart Lies (2017)
- Payback (2020)

### Raccolte di racconti
- Quel che resta della vita (The Rest of Life: Three Novellas, 1994), Milano, La tartaruga, 1997 traduzione di Chiara Libero ISBN 88-7738-259-7.
- Temporary Shelter (1987)
- The Stories of Mary Gordon (2006)
- The Liar's Wife (2014)

### Saggistica e biografie
- Good Boys and Dead Girls, and Other Essays (1991)
- The Shadow Man: A Daughter's Search For Her Father (1996)
- Seeing Through Places: Reflections on Geography and Identity (2000)
- Joan of Arc (2000)
- Circling My Mother: A Memoir (2007)
- Reading Jesus (2009)
- On Merton (2019)

## Premi e riconoscimenti
- Premio Janet Heidinger Kafka: 1978 vincitrice con Pagamento finale e 1981 vincitrice con Compagnia di donne
- Guggenheim Fellowship: 1993[7]
- Premio O. Henry: 1997 vincitrice con City Life
- Premio The Story: 2006 vincitrice con The Stories of Mary Gordon[8]